# Teatro Faialense
O Teatro Faialense é uma sala de espetáculos localizada na cidade e concelho da Horta, na ilha do Faial, nos Açores. 

## História
Desde os tempos mais recuados que há notícia da existência nos Açores, em por influência das ordens religiosas, de formas várias de representações teatrais de carácter popular em várias ilhas. Neste contexto merecem destaque as danças de entrudo e as representações de carácter sacro, como os presépios vivos e as cenas da paixão, organizadas em conventos e igrejas. Contudo, a expressão laica e moderna do teatro só apareceu no arquipélago nos primórdios do século XIX. Numa  primeira fase, as representações teatrais eram apenas apanágio de uma elite citadina, realizadas em pequenas salas improvisadas. Era representadas peças de autores portuguesas, prática que se manteve até surgirem os primeiros textos de escritores locais.
No caso da ilha do Faial, o primeiro teatro, no sentido hodierno do termo, denominado Teatro de Thalia, foi inuaugurado em 1814 na então vila da Horta, levantado a expensas e na residência do morgado José Francisco da Terra Brum, depois 1.º barão de Alagoa. Foi o primeiro teatro que funcionou nos Açores, precedendo em cerca de uma década iguais iniciativas em Ponta Delgada e em Angra. A partir de então, jamais na Horta deixou de haver uma ou outra sala de diversões cénicas, seja em casas particulares ou em sociedades recreativas.
O Teatro de Thalia funcionou até 1824, pois com a queda das instituições liberais em Portugal e com as dissensões políticas que agitavam a ilha não mais ali se representou, sendo em seguida desmanchado. Contudo, a interrupção foi curta, pois em 1826 levantou-se na Horta um segundo teatro, denominado Theatro Constitucional Boa União, instalado na casa que pertenceu à Sociedade Cooperativa Artista Fayalense, no Largo do Bispo D. Alexandre, o qual funcionou regularmente até 1828. Novamente o agudizar das tensões políticas com o despoletar da Guerra Civil Portuguesa obrigou a fossem interrompidos os seus espetáculos até ao ano de 1832, em que novamente funcionou, passando mais tarde para o primeiro andar, lado do norte, do extinto Colégio dos Jesuítas da Horta.
A criação do Theatro Constitucional Boa União foi iniciativa de um militar continental, o major João Pedro Soares Luna, que ao tempo exercia as funções de comandante da força de artilharia de guarnição aquartelada na Horta. Com a contribuição de várias pessoas, com destaque para o major Luna, e com o apoio do governador das armas, Diogo Tomás de Ruxleben (ou Rocheleben), que sendo violinista amador ajudou poderosamente a empresa, o pequeno teatro foi posto a funcionar. Aquele espaço, conhecido pelo nome do seu promotor, teve grande impacte no desenvolvimento do gosto pelo tetatro no Faial, pois segundo Ernesto Rebelo, «O teatro de Luna, como ainda hoje na Horta é designado pela gente daquele tempo, teve épocas florescentes, ainda atualmente recordadas com verdadeira saudade, tornando-se dum poderoso elemento civilizador e contribuindo, porventura, para esse decidido gosto pela arte de Talma, aqui existente».
A presença das forças liberais que permaneceram nos Açores a partir do golpe de 22 de Junho de 1828, que  na Terceira restaurou a Carta Constitucional, até à partida do exército libertador, em 1832, foi fundamental para alargar o gosto pelo teatro, tendo a atividade teatral ganho fulgor com a presença nas ilhas de jovens militares, muitos com passagem pela Universidade de Coimbra, ligados às forças constitucionais.
Pelos anos de 1845 e 1846 levantaram-se também o Teatro de Santo António, no extinto convento do mesmo nome, o novo Teatro Thalia, numa casa pertencente a João de Bettencourt Vasconcelos Correia e Ávila, na Alameda do Barão de Roches, local então designado por Praça Velha. Duraram alguns anos. Uma sociedade de artistas faialenses, em 1850, começou a dar récitas na mesma casa em que trinta anos antes havia funcionado o teatro Boa União, passando em seguida, no ano de 1857, para a parte inferior de umas casas pertenças do extinto Convento da Glória da Horta. A classe «artista» (designação que então se dava aos operárois especializados) da Horta já naquele tempo era bastante instruída e empreendedora, tanto assim que, faltando-lhe música para os seus divertimentos cénicos, criou para esse fins a Filarmónica Artista Fayalense, que ainda existe. Esta Sociedade de Artistas realizou espetáculos entre 1850 e 1875.
Em 1882 houve também na sala do antigo Teatro Thalia um segundo teatro de pequenas dimensões, de que era proprietário o hábil amador dramático Francisco Augusto de Oliveira, mas que pouca duração teve, bem como em diversas épocas, na freguesia das Angústias, algumas salas de espetáculos, mantidas geralmente por artistas, as quais tiveram, apesar de muitos esforços, uma duração efémera. Também a Sociedade Humanitária de Literatura e Agricultura, uma associação cultural que existiu na Horta, e o Grémio Litterario Fayalense, nos seus melhores tempos, tiveram também pequenos teatros em que se deram récitas muito apreciáveis. 
A construção de uma sala para teatro, projetada de raiz com esse fim, foi iniciativa de um particular, João de Bettencourt Vasconcelos Correia e Ávila, o promotor em cuja casa funcionava desde 1846 o novo Thalia. Com o nome de Teatro União Faialense, a primeira verdadeira sala de teatro faialense principiou a funcionar a 16 de setembro de 1856. Em 1884 o seu novo proprietário, José de Bettencourt Vasconcelos Correia e Ávila, introduziu importantes melhoramentos na sala, a qual passou a ter 15 camarotes na 1.ª ordem, 15 na 2.ª ordem e 12 frisas, para além de 80 lugares de superior e 104 lugares de geral. Com esta configuração o Teatro União Faialense funcionou até 1915. Em 1916 reabriu completamente remodelado e com uma nova fachada, aquele que ainda ostenta, e foi rebatizado Teatro Fayalense, nome que ainda mantém. No seu auge o Teatro Faialense fez parte do circuito das salas de província que recebiam companhias e artinstas em digressão, tendo sido visitado, por múltiplos artistas de renome, entre os quais Emília Adelaide, Sá Noronha, a violoinista Gabriella Neusser e Ângela Pinto.
Adquirido pelo Município da Horta, após 6 anos de encerramento, período durante o qual o imóvel foi a alvo de obras de restauro e ampliação, que incluíram uma cuidada recuperação arquitetónica, reabriu em 6 de junho de 2003 dotado com os modernos meios e equipamentos.
Na atualidade, o Teatro Faialense é constituído por um conjunto de espaços (Cine-Teatro, Auditório e Bar) onde se realizam os mais variados eventos, proporcionando uma diversificada oferta cultural.Aquele espaço cultural é utilizado como infraestrutura de apoio ao cinema, teatro, dança e música, bem como para o convívio social do bar anexo. Na sua presente configuração a sala tem 281 lugares, dos quais 104 na plateia e os restantes em camarotes e frisas.
Ao longo de sua história constituiu-se em um dos edifícios mais importantes da vida cultural da cidade, sendo considerado como escola artística de diversas gerações. Encontra-se classificado como Imóvel de Interesse Público desde 1989.

## Características
Embora não sendo rigorosamente art déco, apresenta as tendências ecléticas do início do século XX. Tem uma fachada simples, revestida de azulejos, e uma cobertura curva, recuada.